# 奎克博恩
奎克博恩（德語：Quickborn，發音：[ˈkvɪkˌbɔʁn] ⓘ）是德国石勒苏益格-荷尔斯泰因州平讷贝格县的城市，面积43.16平方千米，2023年12月31日人口为22,339人。